# Navy Sea Hawks
El Navy Sea Hawks es un Equipo o Club de la Ciudad de Colombo, Sri Lanka. Juega en la Liga Premier de Sri Lanka, el primer nivel de Fútbol Profesional de Sri Lanka.  

## Historia
Fue fundado en el año 1985 en la ciudad de Welisara con el nombre Sri Lanka Navy SC como el equipo representante de la Fuerza Naval de Sri Lanka, aunque en 2019 cambiaron su nombre por el de Navy Sea Hawks.
Han sido campeones de la Copa FA de Sri Lanka en dos ocasiones y ganaron el trofeo de campeones en una ocasión en 2012.

## Palmarés
- Copa FA de Sri Lanka: 2

2010, 2012
- Trofeo Campeón de Campeones: 1

2012

## Jugadores

### Jugadores destacados
- Subash Madushan